# 水浴、ハベア (ソローリャの絵画)
『水浴、ハベア』（すいよくハベア、スペイン語: El baño, Jávea）は、1905年にバレンシア出身の画家ホアキン・ソローリャがキャンバスに描いた油彩画。90.2×128.3cmの大きさであり、1909年からニューヨークのメトロポリタン美術館が所蔵している。
この絵画は、ソローリャの家族である2人の娘とその母親が、ハベアの浜辺の岩の間にある海水の溜まり場で水遊びをしている場面を描いている。最前面では、砂の色が強く出ており、ソローリャの一番下の娘である10歳のエレナが裸で背中を向けている。背景には、薄暗い青色の景色の中に、ソローリャの妻クロティルデと年長の娘マリアがいる。遠景は岩によって覆われており、地平線の景色を遮断している。
この絵画は、裸の子供を題材とした著名なシリーズの一部であり、ヒスパニック・ソサエティから展示の依頼を受けていた。1909年にヒスパニック・ソサエティが絵を展示した際は、ニューヨーク・タイムズがその色遣いと水の表現を高く評価した。